# Fea-muntyákszarvas
A Fea-muntyákszarvas (Muntiacus feae) az emlősök (Mammalia) osztályának párosujjú patások (Artiodactyla) rendjébe, ezen belül a szarvasfélék (Cervidae) családjába és a szarvasformák (Cervinae) alcsaládjába tartozó faj.

## Neve
Ez az állat a nevét Leonardo Fea, olasz felfedezőről, zoológusról és festőről kapta.

## Előfordulása
A Fea-muntyákszarvas előfordulási területe Délkelet-Ázsia. A következő országokban található meg: Kína, Laosz, Mianmar, Thaiföld és Vietnám.

## Megjelenése
Mérete hasonlít az indiai muntyákszarvaséhoz (Muntiacus muntjak), körülbelül 18-21 kilogrammos.

## Életmódja
Magányos állat, mely nappal tevékeny. A hegyvidéki örökzöld erdőket kedveli, azonban bozótosokban is észrevehető. 2500 méteres tengerszint feletti magasságba is felhúzódik. Tápláléka füvekből, levelekből és friss hajtásokból áll.

## Szaporodása
A gida a sűrű aljnövényzetben jön világra, és ott rejtőzködik addig, amíg elég erős ahhoz, hogy anyját kövesse.

## Fordítás
- Ez a szócikk részben vagy egészben  a   Fea's muntjac című angol Wikipédia-szócikk ezen változatának fordításán alapul.  Az eredeti cikk szerkesztőit annak laptörténete sorolja fel. Ez a jelzés csupán a megfogalmazás eredetét és a szerzői jogokat jelzi, nem szolgál a cikkben szereplő információk forrásmegjelöléseként.